# Nationalpark Sharr

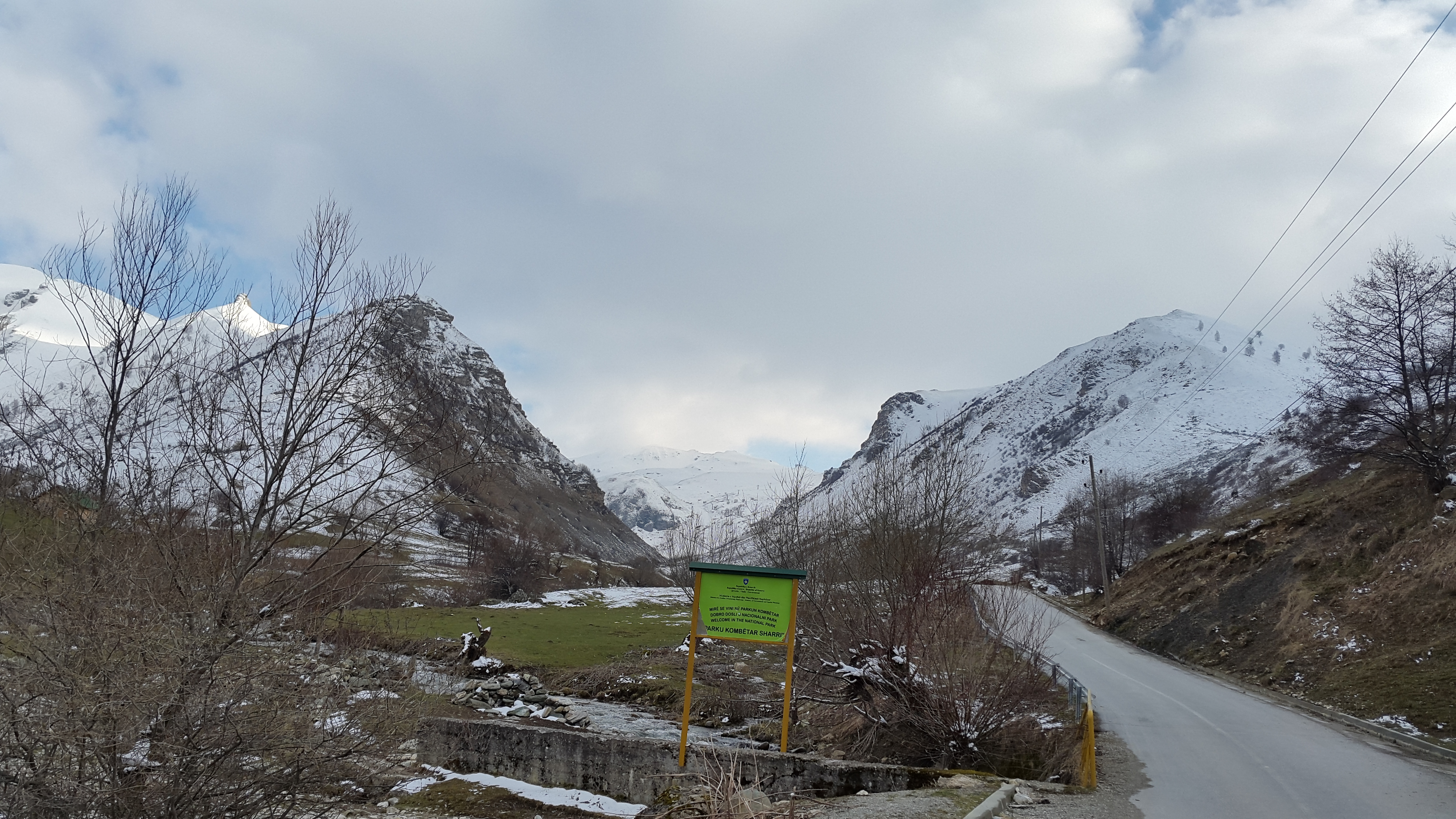
Berge im Nationalpark

Der Nationalpark Sharr (albanisch Parku Kombëtar Sharri; serbisch Национални парк Шара Nacionalni park Šara) befindet sich im Kosovo im nördlichen Teil des Sharr-Gebirgszuges, der teilweise auch zu Nordmazedonien gehört.
Der seit 2012 bestehende Nationalpark erstreckt sich über eine Fläche von 39.000 Hektar. Auf diesem Berggelände, dessen Südseite zu Mazedonien gehört, wachsen sowohl die Rumelische Kiefer und die Schlangenhaut-Kiefer als auch die Gebirgs-Rose. Außerdem leben in diesem Nationalpark viele zum Teil vom Aussterben bedrohte Tierarten wie Luchse, Bären, Gämsen und andere.
Den Nationalpark durchfließen kleine Flüsse und Bäche. Größte Stadt und wichtiges Handelszentrum für die Umgebung ist Prizren. Ebenso wichtig sind die Gemeinden Ferizaj, Suhareka und Kaçanik. Auf nordmazedonischer Seite des Gebirges schließt sich südlich der Nationalpark Šar Planina an.
Die Verwaltung des Nationalparks befindet sich in der Kleinstadt Štrpce, zu deren Gemeindefläche 60 % des Parks gehören.